# 長尾立子
長尾 立子（ながお りつこ、1933年5月1日 - ）は、日本の政治家、厚生官僚。法務大臣（第62代）、参議院議員（1期）、日本社会事業大学理事長を歴任。

## 来歴・人物
旧制府立第五高等女学校（現在の東京都立富士高等学校・附属中学校）に入学したが、家庭の事情で転校し、1953年に東京都立江北高等学校を卒業（なお、第五高女に在籍したため、その後身である富士高校の同窓会にも在籍。新設都立富士高校第4回卒業生同窓会「よんの会」のメンバーでもある）。
一浪後、東京大学に入学し、文学部社会学科を卒業。1958年、厚生省に入省し、年金局年金課長、厚生省年金局企画課長、社会保険庁年金保険部長、厚生省児童家庭局長、厚生省社会局長 などを歴任した。厚生省年金局年金課長時代、1978年から1979年にかけて社労族の橋本龍太郎が初入閣で厚生大臣となり、橋本との信頼関係が強固となる。
橋本の強いプッシュで1992年の第16回参議院議員通常選挙に自由民主党公認で、比例区から立候補するが落選。
1996年1月5日、村山富市首相が退陣を表明。これに伴い、自民党総裁の橋本龍太郎が首相の座に就くことになったが、橋本は就任前日の1月10日夜、加藤紘一幹事長と野中広務幹事長代理を呼び、組閣作業を一任した。野中は女性の入閣を望むも、当てにした人物はことごとく断られた。そのとき浮かんだのが長尾であった。「（注・1992年の参院選に）こっちから出てくれと言って出しておいて、当選できなかった。申し訳ないから、罪滅ぼしするとしたらあの人だ」と橋本に薦めた。打診を受けた長尾は「今さらもういいですから」と一度は断るが、熟慮ののち引け受けた。1月11日発足の第1次橋本内閣に女性初の法務大臣として入閣した。同年に内閣が提出した民事訴訟法法案の成立を推進した。民間人閣僚の法務大臣就任は、細川内閣の三ヶ月章法相以来。同年11月まで務めた。法相在任中は、3人の死刑囚の死刑執行を命令した。また同年には、全国社会福祉協議会・中央共同募金会・全国老人クラブ連合会の会長に就任した。
1997年5月19日、嶋崎均の死去により参議院議員に繰り上げ当選したが、翌年の参院選には立候補せず、政界を引退した。引退後は自由民主党党紀委員会委員に就任し、引き続き党務に関わった。
1999年から2010年まで、日本社会事業大学理事長を務めた。2004年11月、旭日大綬章を受章。
社会福祉法人読売光と愛の事業団理事長を務めた。

## 政策
- 選択的夫婦別姓制度導入に賛成。

## 役職
- 全国社会福祉協議会名誉会長

## 著書
- 『三つの絵 しなやかな福祉社会づくり』ぎょうせい、1991年。